# Centro di Interpretazione delle Torri Arcivescovili
Il Centro di interpretazione delle Torri Arcivescovili (CITA) (Centro de Interpretación das Torres Arcebispais (CITA)) è un museo a Pontevedra, in Spagna, creato nel 2010 nel vecchio fossato del palazzo-fortezza delle Torri Arcivescovili nella città vecchia. Il museo si concentra sull'interpretazione di quello che era uno dei monumenti e delle strutture difensive più importanti della città, le torri dell'arcivescovo, che facevano parte delle mura di Pontevedra.

## Storia
Durante gli scavi archeologici precedenti la riqualificazione del corso Santa Maria, iniziata nel 2008, sono state scoperte mura ben conservate che hanno formato il fossato difensivo dell'antica fortezza medievale degli arcivescovi di Santiago di Compostela, costruito nel XII secolo e demolito alla fine del XIX secolo.
Il municipio decise di costruire un museo sotterraneo, perché questa scoperta si trovava a circa 5 metri sotto l'attuale livello della strada. Il museo si chiama CITA ed è stato aperto il 13 agosto 2010.,

### Le Torri Arcivescovili
I primi edifici risalgono al 1180. Ferdinando II donò la città e la fortezza all'arcivescovado di Santiago di Compostela. Durante il Medioevo, il numero di edifici è aumentato. Fu quindi costruita una grande fortezza di fronte al mare con un grande fossato difensivo e il suo ponte levatoio sul lato opposto.
Questa fortezza fu la residenza degli arcivescovi di Santiago di Compostela quando visitarono Pontevedra e i re del Portogallo. Consisteva di due grandi torri, una delle quali merlate e un terzo corpo in cui predominavano le grandi sale. La prigione arcivescovile era situata nel suo seminterrato.
La fortezza subì i suoi primi danni tra il 1474 e il 1477 in seguito alla guerra tra Alonso II di Fonseca, arcivescovo di Santiago di Compostela e Pedro Álvarez de Sotomayor, meglio noto con il nome di Pedro Madruga.
Nel 1719, la fortezza fu quasi distrutta dagli inglesi durante il loro attacco a Pontevedra, lasciando solo la grande torre di Omaggio, che in seguito divenne la prigione della città.
Nel 1872 e nel 1873, durante un consiglio tenuto per tentare di aprire nuovi spazi in città, i capi decisero di demolire i bastioni e le torri che erano ancora in piedi.

## Descrizione

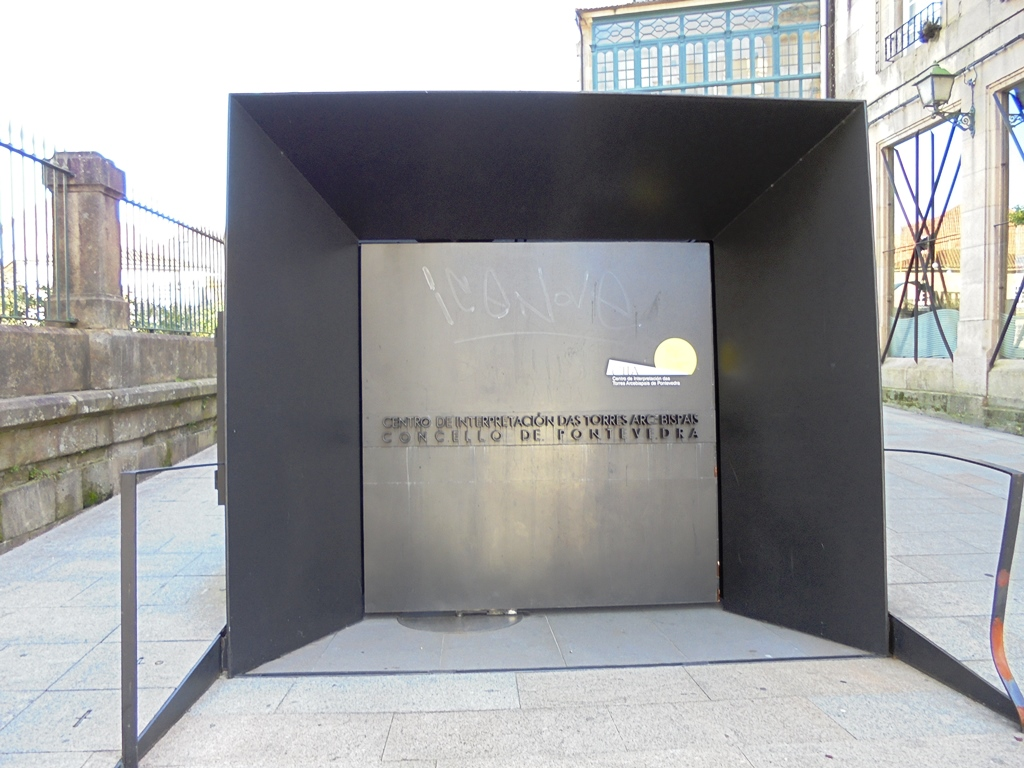
Ingresso al museo

Il museo è gestito dal comune e occupa una superficie di 715 metri quadrati. Ai lati del museo, le pareti interne ed esterne della fortezza sono presentate in una penombra calcolata. La struttura comprende i pilastri di un ponte levatoio per l'accesso alla fortezza e resti archeologici. Il CITA ha solo un punto di accesso alla superficie, sotto forma di un ingresso di vetro della metropolitana.

### Esposizioni
Il museo è diviso in tre parti:
All'ingresso, i touch screen forniscono informazioni sulla fortezza medievale e moderna di Pontevedra, nonché sulla costruzione del palazzo-fortezza ricostruita su un modello tattile.
La parte centrale è dedicata all'apprezzamento della scarpa e della controscarpa e alle caratteristiche difensive dell'edificio. Questa parte mostra schermi interattivi con mappe della città e del ponte levatoio e alcune sfere di pietra catapultate e alcuni pezzi di ceramica trovati negli scavi.
Infine, sullo sfondo viene proiettata una proiezione che mostra un audiovisivo tridimensionale.